# Wilki dwa
Wilki dwa – drugi utwór promujący drugi album grupy Luxtorpeda, Robaki. 25 maja 2012 roku piosenka zadebiutowała na Liście Przebojów Trójki, gdzie dziewięciokrotnie przebywała na szczycie.
Do utworu nakręcono teledysk, w którym role fabularne odegrali sportowcy zawodnicy mieszanych sztuk walki, m.in. Michał Materla („Wilki dwa”). Utwór częściowo nawiązuje do cyklu piosenek Obława autorstwa Jacka Kaczmarskiego. 

## Notowania
| Lista                              | Pozycja |
| ---------------------------------- | ------- |
| Lista Przebojów ArtRadia           | 1       |
| Lista Przebojów Programu Trzeciego | 1       |
| Lista Przebojów Radia Merkury      | 1       |
| Szczecińska Lista Przebojów        | 5       |
| Najlepsza Rockowa Dwudziestka      | 1       |
| Muzyczne Dary                      | 2       |